# Joanna Grobel-Proszowska
Joanna Irena Grobel-Proszowska (ur. 8 listopada 1949 w Szczecinie) – polska polityk, inżynier, posłanka na Sejm X i IV kadencji.

## Życiorys
Ukończyła w 1973 studia na Wydziale Technologii Chemicznej Politechniki Szczecińskiej. Pracowała w Hucie Stalowa Wola na stanowiskach specjalisty ds. spektrometrii rentgenowskiej, mistrza utrzymania ruchu i mistrza oczyszczalni ścieków, kierownika działu ochrony środowiska i głównego specjalisty ds. ochrony środowiska huty. W 1976 wstąpiła do Polskiej Zjednoczonej Partii Robotniczej, do której należała do czasu jej rozwiązania w 1990. Z jej ramienia w 1988 została radną Miejskiej Rady Narodowej w Stalowej Woli.
Sprawowała mandat posłanki na Sejm X kadencji z okręgu stalowowolskiego oraz od 2002 na Sejm IV kadencji z ramienia koalicji Sojusz Lewicy Demokratycznej – Unia Pracy z okręgu rzeszowskiego. Na koniec X kadencji należała do Poselskiego Klubu Pracy. W 2004 przeszła z SLD do Socjaldemokracji Polskiej, by po około dwóch tygodniach wrócić do klubu parlamentarnego Sojuszu Lewicy Demokratycznej. W 2005 nie ubiegała się o reelekcję, rok później z ramienia koalicji Lewica i Demokraci została wybrana na radną Stalowej Woli. W 2010 z listy SLD uzyskała reelekcję. W 2011 kandydowała do Sejmu z listy SLD, nie uzyskując mandatu.
W 2014, startując z ramienia komitetu Andrzeja Szlęzaka (w którym uczestniczył SLD), nie została ponownie wybrana do rady miejskiej. Powróciła do tego gremium w wyniku wyborów w 2018, mandat utrzymała także w 2024.

## Odznaczenia
- Srebrny Krzyż Zasługi (1989)
- Srebrna Odznaka honorowa „Za Zasługi dla Ochrony Środowiska i Gospodarki Wodnej” (1988)
- Brązowa Odznaka „Zasłużony dla Huty Stalowa Wola”[1]